# Чемберекендское кладбище
Чемберекендское кладбище (азерб. Çəmbərəkənd qəbiristanlığı) — многоконфессиональное кладбище, располагавшееся до 1930-х годов в городе Баку, где до июля 1883 года хоронили жителей города. Кладбище было расположено в юго-западной части бакинской крепости, к востоку от селения Чемберекенд, пригорода Баку, на северо-восточном склоне Бакинского холма, известного как Пирвянзяри.
На плане города Баку 1899 года, составленным городским инженером полковником Николаем фон дер Нонне, видно, что кладбище в этот период состояло из трёх участков: северного, являвшегося старым мусульманским, центрального — старым армяно-григорианским, и южного — старым православным. От предместья Чемберекенд кладбище отделяла Нижняя Чемберекендская улица.

## История кладбища

### Ранняя история
Ещё в 1820-х годах, когда город Баку стал только походить на светский город, кладбище было расположено на окраине города, за крепостными стенами. Но со временем, когда город стал расти и вышел за пределы крепостных стен, Чемберекендское кладбище оказалось практически среди жилых застроек города. По словам архитектора Льва Ильина, эти обширные кладбища издревле расположились на запад от старой городской крепости на ближайших холмах Чемберекенда. Они поднимались террасами на Нагорное плато и располагались в его складках. Более поздние кладбища — армянское и русское — заняли точки, господствующие над городом.

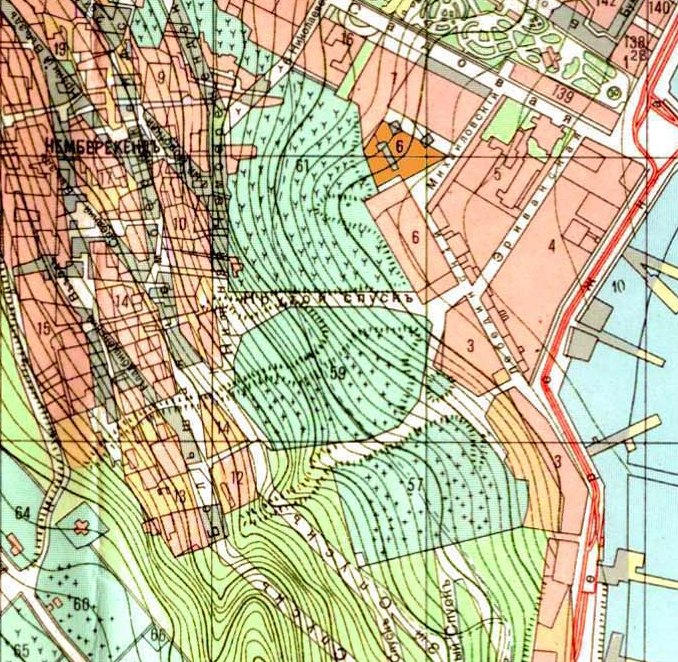
План кладбища на карте фон дер Нонне 1899 года

Предполагалось, что из-за наличия на этой непосредственно прилегающей к крепости территории кладбища и ряда надгробных сооружений, а также, возможно, из-за оборонительных целей, эта территория не застраивалась. Однако, уже в плане 1855 года это кладбище названо «старым», а в районе ниже нынешней Аллеи шахидов показано новое кладбище, что говорит о том, что уже тогда имелось в виду перенесение старого кладбища и освобождение этой территории для застройки.

### Вопрос о переносе кладбища
В августовских номерах бакинской газеты «Каспий» 1882 года отмечалось, что расположение кладбища в непосредственной близости от жилых построек является вредным для населения. Газета, в частности, отмечала, что кладбища, в особенности русское, начинается прямо с крыш крайних городских домов и чтобы войти с набережной на кладбище, достаточно взойти по парадной ступени первого же дома, чтобы с последней ступени прямо перескочить на могилы, и одного небольшого шага с крыши любого из тех домов достаточно, чтобы очутиться на кладбище.
Многие жители сообщали корреспондентам газеты, что в сильную жару чувствовалась сильная вонь от трупных разложений. Указывалось также, что на кладбище не было особого отделения для умерших от эпидемических болезней. В газете предлагалось выделить для кладбища новое место за гребнем той же горы, на склоне которого было расположено Чемберекендское кладбище.

### Закрытие кладбища и снос

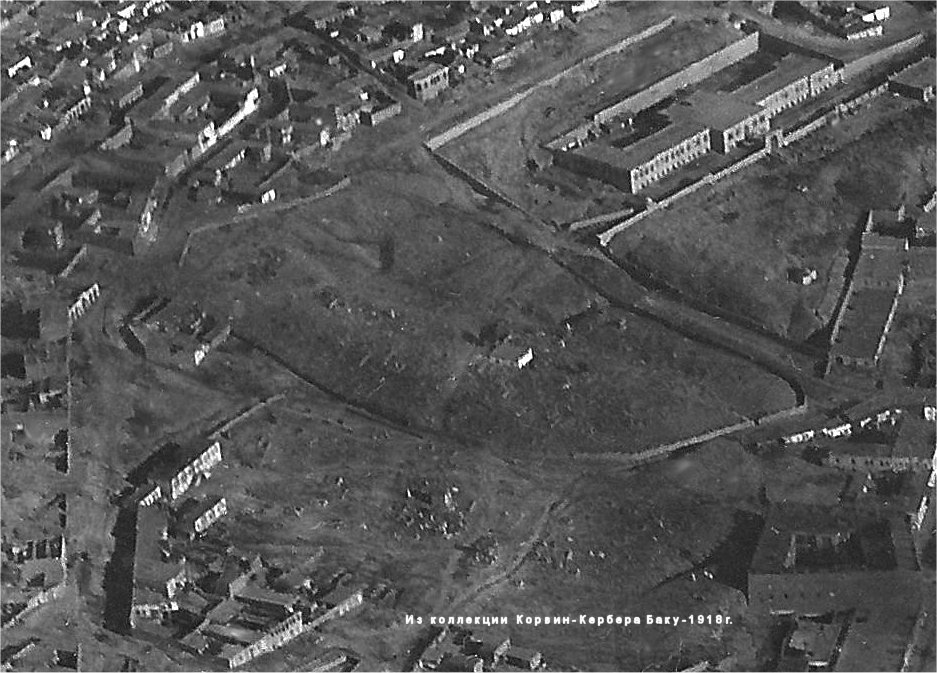
Аэрофотоснимок кладбища в 1918 году. На верхнем правом углу снимка видно здание училища «Саадет» на территории мусульманской части кладбища

27 сентября 1882 года на втором очередном собрании Бакинской городской думы рассматривался вопрос о перенесения Чемберекендского кладбища на новое место. Новое место было выбрано за кладбищем.
В июньском номере газеты «Каспий» 1883 года Бакинская городская управа объявила, что вследствие постановления Санитарного комитета и согласно приговорам Бакинской городской думы, все существующие при городе Баку под предместьем Чемберекенд мусульманские и христианские кладбища с 1 июля закрываются навсегда. Новые погребение нужно было производить на вновь избранных местах на площади горы Пиркен-Зари (Пирвянзяри) выше Чемберекенда. Погребение же умерших на старых кладбищах уже строго воспрещалось.
В начале 1910-х на месте мусульманской части кладбища было принято решение построить здание для мусульманского духовного училища «Саадет». Архитектор Зивер-бек Ахмедбеков подготовил проект, и в одну из пятниц народ собрался на кладбище. Ахунд прочитал молитву, после чего родные и близкие покойных перенесли останки на Нагорное кладбище, пустые могилы сровняли с землёй, и 23 декабря 1912 года был заложен фундамент здания училища.
В первой половине 30-х годов XX века как Чемберекендское, так и новое Нагорное кладбища были окончательно снесены, а на их месте разбиты парки. В частности, на месте Чемберекендского кладбища был разбит Чемберикендский сад. Впоследствии на этой территории были построены такие здания, как фуникулёр, Зелёный театр, дворец «Гюлистан» и некоторые жилые здания.

Кладбище на открытках Российской империи
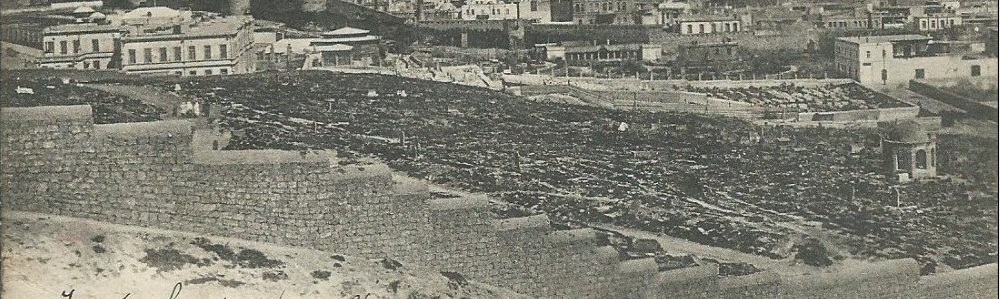
Мусульманская часть кладбища
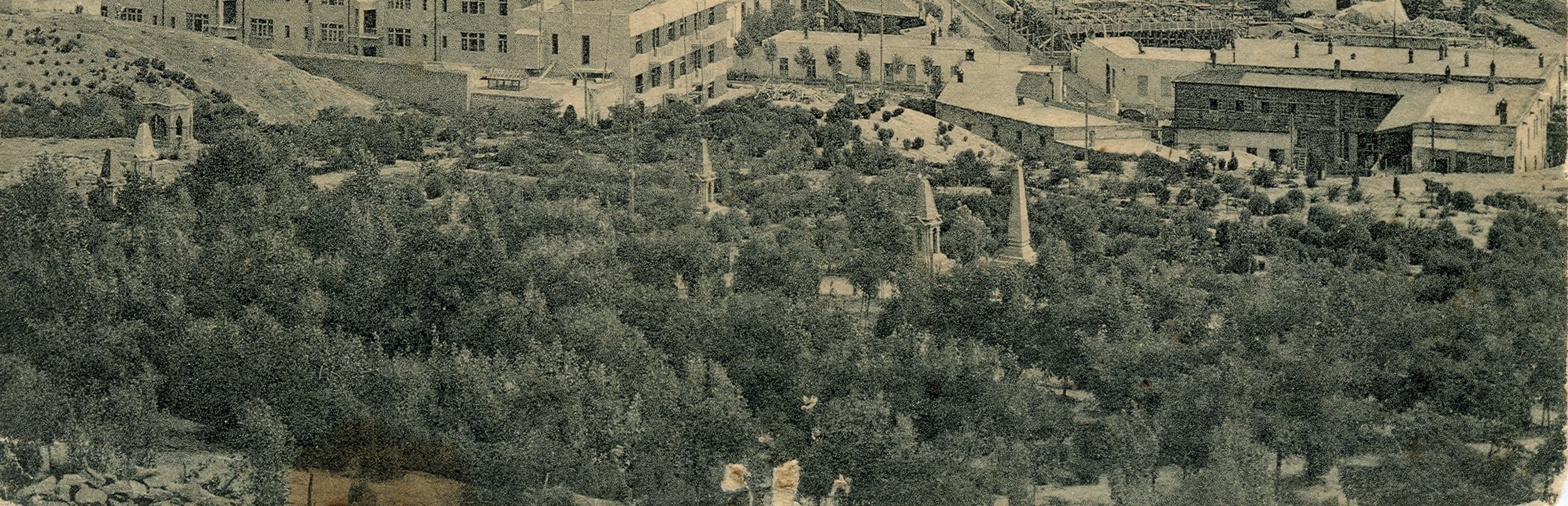
Армяно-григорианская часть кладбища